# ضباب جنوب شرق آسيا 2016

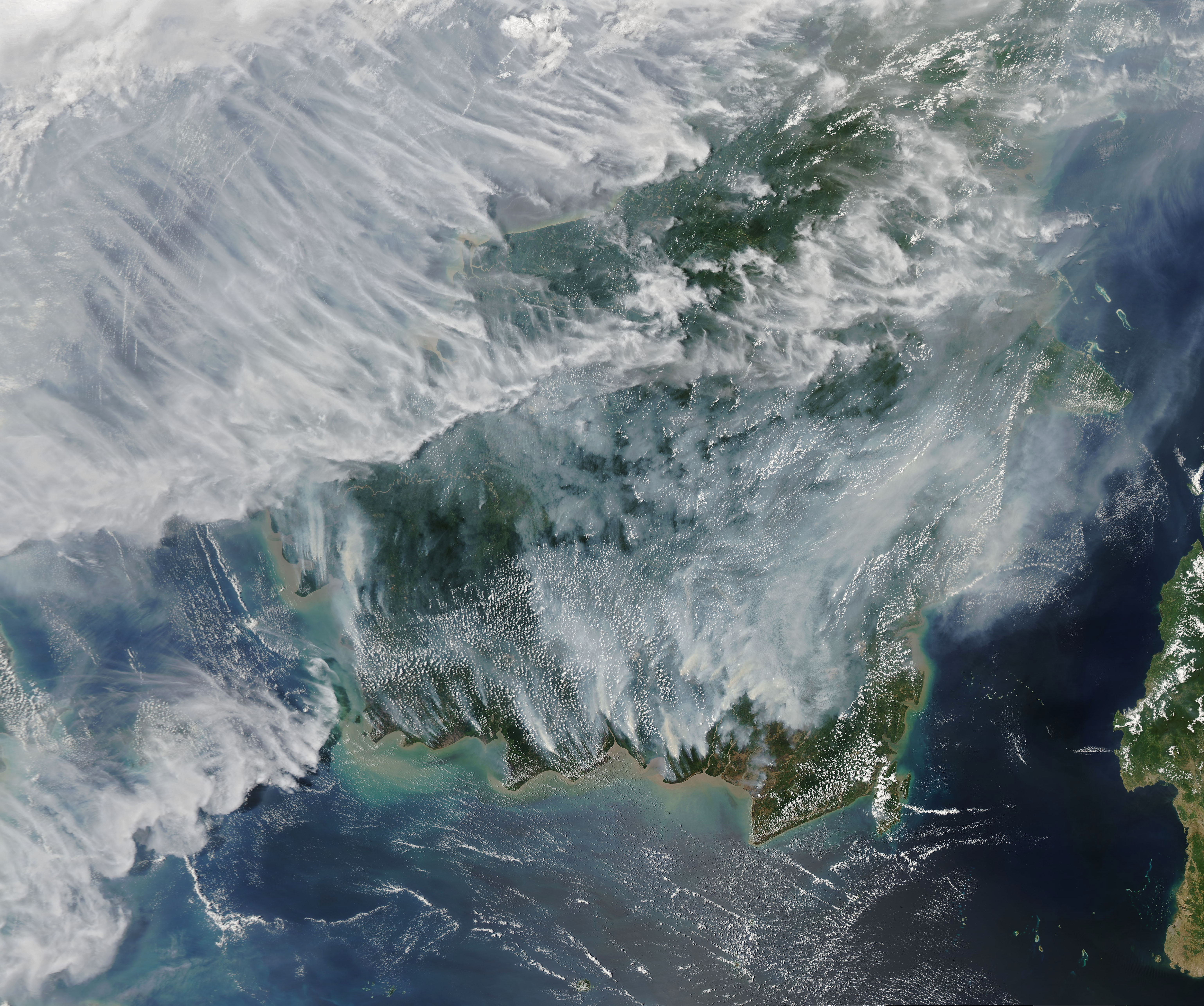

ضباب جنوب شرق آسيا لعام 2016 هي أزمة تلوث الهواء التي أثرت على العديد من البلدان في جنوب شرق آسيا، بما في ذلك إندونيسيا وماليزيا وسنغافورة.
نجم الضباب عن الحرائق الزراعية الاندونيسية في سومطرة وكليمنتان. تُعزى الحرائق إلى ممارسات القطع والحرق غير القانونية من قبل الشركات والمزارعين، والتي تُزيل الغطاء النباتي لإفساح المجال لمزارع زيت النخيل ولب الورق والورق.
في 17 أغسطس، اكتشفت 365 نقطة ساخنة في جزيرة سومطرة الإندونيسية، منها 278 نقطة في مقاطعة رياو. وفي 18 أغسطس، اكتشفت 158 نقطة ساخنة في مقاطعة كالمنتان الغربية. وبحلول 26 أغسطس، أعلنت ست مقاطعات إندونيسية حالة الطوارئ بسبب الحرائق: كالمنتان الوسطى، جمبي، رياو، كليمنتان الجنوبية، سومطرة الجنوبية وكالمنتان الغربية. أفادت إندونيسيا باعتقال حوالي 450 شخصًا في عام 2016 لصلتهم بالحرائق.
في 17 أغسطس 2016، تجاوز مؤشر ملوثات الهواء في ماليزيا لأول مرة مستوى «غير صحي» البالغ 100 لعام لجفاف المنطقة. وفي 24 أغسطس، عرضت ماليزيا إرسال طائرتي إطفاء من طراز بومباردييه 415 إذا طلبت إندونيسيا المساعدة رسميًا في التصدي للحرائق.
في يونيو 2016، عرضت سنغافورة على إندونيسيا طائرة لوكهيد سي-130 هيركوليز للاستمطار، بالإضافة إلى فريق مكافحة الحرائق التابع لقوة الدفاع المدني في سنغافورة، والمساعدة في توفير صور الأقمار الصناعية وتحديد إحداثيات الحرائق. في 26 أغسطس 2016، دخل مؤشر معايير الملوثات في سنغافورة على مدار 24 ساعة النطاق «غير الصحي» الذي يزيد عن 100، في حين وصل مؤشر PSI لمدة 3 ساعات إلى 215.